# جنین بورزق
جنین بورزق (به عربی: جنین بورزق) یک شهرداری در الجزایر است که در Moghrar District واقع شده‌است. جنین بورزق ۲٬۳۰۱ نفر جمعیت دارد و ۱٬۰۸۷ متر بالاتر از سطح دریا واقع شده‌است.